# Финале (маркграфство)
Маркграфство Финале (итал. Marchesato di Finale) — маркграфство в Италии, существовавшее на территории Итальянской Ривьеры с 1162 по 1602 год как независимое государство под управлением рода Дель Каретто. С 1602 по 1713 год в составе Испанского королевства, с 1713 по 1797 года в составе Республики Генуя. Ликвидировано в 1797 году.

## История
Территория маркграфства входила в состав земель, которые Оттон I Великий даровал Алерамо в награду за помощь в итальянских походах императора. Сын Алерамо маркграф Лигурии Ансельмо I дал начало династии Дел Васто. Его сын Бонифаций дель Васто был отцом маркграфа Савоны Энрико I который дал начало династии Дель Каретто. Энрико I построил укрепления вокруг деревни Финале, и его можно считать первым маркграфом ди Финале.
После смерти маркграфа Савоны Энрико I дель Каретто его владения были разделены между его двумя сыновьями Оттоне и Энрико II. Границей между владениями братьев была избрана река Бормида. Оттоне получил северо-восточную часть отцовских владений с городами и замками: Сессаме, Буббио, Кассинаско, Монастеро-Бормида, Понти, Дего, Кайро-Монтенотте и Карретто.
Энрико II получил юго-западную часть владений отца с городами и замками: Озилья, Миллезимо, Камерана, Клавезана, Новелло, Вадо, Ноли, Финале.
Сын Энрико II Джакомо дель Карретто поддерживал гибеллинов и был близким соратником императора Фридриха II. Фридрих II выдал замуж за Джакомо свою незаконнорождённую дочь Катерину да Марано. После смерти Джакомо его владения были разделены между тремя его сыновьями, что привело к возникновению трёх отдельных династических линий. Однако лишь Финале оставалось независимым государством, в то время как другие два домена были вынуждены подчиниться маркграфам Монферрата. Несмотря суверенитет маркизата Финале, признанный императором, Дель Карретто должны были постоянно защищать свою независимость от амбиций Генуи.
В XV веке союзы, заключенные Дель Каретто сначала с Висконти, потом с Сфорца позволили маркизам Финале обезопасить свою территорию от нападений Генуи. Воспользовавшись появлением Амброзианской республики в Милане, Генуя начала войну против Дель Каретто, которая длилась с 1447 по 1448 год. В результате вторжения генуэзцев столица маркизата Финалборго была захвачена и сожжена, также был разрушен замок Говоне. Маркизат Финале был вынужден признать свое полное подчинение Генуе. Однако уже в 1450 году Джованни I дель Карретто восстановил независимость Финале, после чего более ста лет маркизат оставался независимым. Это были годы относительного процветания для этих земель. Благоденствие продолжалось, пока маркизат Финале не был вовлечен в войны между Францией и Испанией. В 1558 году генуэзцы вновь оккупировали территорию маркизата. В 1582 году Дель Каретто вновь получили контроль над территорией маркизата. Однако уже в 1598 году последний маркиз Андреа Сфорца продал свои феодальные права на Финале испанскому королю Филиппу II Габсбургу. Договор вступил в силу после смерти маркиза в 1602 году. Маркграфство Финале было последним феодальным владением которым правили представители рода Алерамичи.
С 1602 по 1713 год маркизат принадлежал испанской короне. В августе 1713 года Антонио Джустиниани на переговорах с императором Карлом VI договорился о продаже маркизата Генуе за 1 250 000 крон. Филиппо Каттанео Де Марини был назначен первым «генуэзским губернатором» Финале, что окончило длительную конфронтацию между Генуей и Испанией по поводу Финале. С 1713 по 1797 год принадлежал Генуэзской республике. Маркизат официально прекратил своё существование в 1797 году, когда Генуэзская республика была оккупирована войсками Первой французской республики под командованием Наполеона Бонапарта. Тогда все земли, находившиеся под контролем Генуи, были включены в состав Лигурийской республики.